# Gregory Markopoulos
Gregory Markopoulos (Toledo, Ohio, 12 de marzo de 1928–Friburgo de Brisgovia, Alemania; 12 de noviembre de 1992) fue un director de cine experimental estadounidense de origen griego. Fue una de las figuras clave del cine de vanguardia posterior a la Segunda Guerra Mundial y uno de los fundadores del Nuevo cine estadounidense durante los años 1960 junto con otros cineastas como Jonas Mekas, Shirley Clarke o John Cassavetes.

## Primeros años
Giorgios John Markopoulos nació el 12 de marzo de 1928 en Toledo, Ohio, de padres inmigrantes griegos del Peloponeso. Mostró interés por el cine desde temprana edad, grabando su primera película, un cortometraje en 8mm basado en Cuento de Navidad de Charles Dickens, con tan solo 12 años en 1940. A pesar de su intención inicial de formarse en medicina para convertirse en cirujano, Markopoulos terminó matriculándose en la Escuela de Artes Cinematográficas de la Universidad del Sur de California.

## Carrera

### 1946-1948: Años universitarios
En la Universidad del Sur de California conoció al futuro director Curtis Harrington, a quien empezó a asistir en sus producciones en 1946. También solía visitar los rodajes de cineastas como Alfred Hitchcock o Fritz Lang y acudió a una serie de conferencias impartidas por Josef Von Sternberg, inmigrantes europeos como él. Durante su primer curso en la universidad escribió varios guiones y grabó una película que destruyó tras completar, y al año siguiente realizó su primer proyecto importante, la primera parte de lo que terminaría siendo la trilogía Du Sang, de la Volupté et de la Mort. Después de tres semestres Markopoulos abandonó la universidad en 1948 y volvió a Toledo, donde completó las dos últimas partes de la trilogía.

### 1949-1953: Primeros cortometrajes
En los cinco años siguientes grabó ocho cortometrajes. Dos de ellos, The Dead Ones y Father's Day, nunca los finalizó; otro, The Jackdaw, no se conserva en su forma original pero parte de su metraje se utilizó en un proyecto posterior, Flowers of Asphalt, y en el caso de L'Arbre aux Champignons, completado en París durante su primer viaje a Europa, los negativos fueron destruidos en un accidente en el laboratorio antes de ser montados. En 1951 su corto Rain Black, My Love se empezó a distribuir recortado y renombrado como Swain. Ese año Markopoulos fue noticia en la prensa por una proyección polémica de dos de sus películas, que la revista Films in Review tachó de "formar parte de una percepción anormal y de una educación no deseable". En paralelo a sus cortometrajes escribió siete guiones que nunca se materializaron, expuso sus pinturas y dibujos en Ohio en dos ocasiones y publicó su primer libro de poesía.

### 1954-1961: La odisea deSerenity
Durante un viaje a Grecia en 1954 conoció al escritor Elias Venezis y empezó a preparar la adaptación de su novela Serenity publicada en 1939, escribiendo dos guiones en dos años para su primer largometraje. En 1956 firmó un contrato con la productora Anzervos Studios y volvió a Grecia para grabar la película, pero éste y un segundo proyecto fueron cancelados, lo que resultó en la disolución del contrato. En 1957 firmó un acuerdo con Serenity Productions y al año siguiente regresó a Grecia una vez más para comenzar las grabaciones, que se alargaron durante seis meses. La película fue montada en Roma, donde se quedaron los negativos y el montaje en blanco y negro a su regreso a Estados Unidos. En 1959 los negativos se extraviaron en Filadelfia, y una vez recuperados comenzó a trabajar en 1960 en la banda sonora y en el segundo montaje, esta vez en color. Una vez solucionados los problemas con la corrección de color de la copia de trabajo Serenity fue estrenada en 1961, siete años después de su concepción, y fue proyectada en contadas ocasiones antes de ser vista por última vez en su forma original. En la actualidad se conserva un montaje ajeno a Markopoulos con títulos, música y narraciones adicionales y una duración menor.

### 1962-1966:Twice a Man,The Illiac Passiony primeros retratos
Poco antes del estreno de Serenity, Markopoulos empezó a trabajar en su segundo largometraje, Twice a Man. Para financiarlo organizó proyecciones de sus películas y recibió una beca de la Fundación Ingram Merrill en 1962. Twice a Man se estrenó al año siguiente con una buena acogida, siendo descrita por Jonas Mekas como "la película más importante estrenada en Nueva York ese año" y premiada en el Festival de Cine Experimental de Knokke-le-Zoute y el Festival Internacional de Cine de Chicago. En 1964 comenzó la producción de su tercer largometraje, The Illiac Passion, que se alargó tres años hasta su estreno. En 1965 conoció al también cineasta experimental Robert Beavers con quien comenzó una relación profesional y sentimental que duró hasta su muerte. Ese año también estrenó el cortometraje The Death of Hemingway basado en una obra de su amigo George Christopoulos.
En 1966 comenzó a trabajar como profesor asociado en la Escuela del Instituto de Arte de Chicago para poder financiar sus películas, y realizó Himself as Herself, Through a Lens Brightly y Eros, O Basileus. Ese año, tras la muerte de su madre, exploró por primera vez el retrato, un género que se convertiría en habitual el resto de su carrera. Así, grabó Ming Green, un retrato de su apartamento en Nueva York, y Galaxie, una recopilación de retratos de más de treinta artistas e intelectuales de Greenwich Village como Jonas Mekas, Allen Ginsberg, Peter Orlovsky, Gregory Battcock, Shirley Clarke o Susan Sontag. Unos meses después grabó The Divine Damnation en Chicago, la última película que Markopoulos realizó en Estados Unidos antes de trasladarse a Europa.

### 1967-1979: Exilio en Europa
Después del invierno de 1967, tras una serie de episodios desafortunados con los críticos del Nuevo Cine Americano y la representación de la homosexualidad en la obra de Markopoulos, abandonó el país con Beavers para establecerse de forma permanente en Europa. En este periodo retiró sus películas de la circulación y prohibió su proyección. Durante el primer año de su exilio autoimpuesto produjo dos retratos: Bliss, de la iglesia de San Juan en la isla de Hidra en Grecia, y Gammelion, del Castello di Rocca Sinibalda en Italia. En 1968 Bayerischer Rundfunk, la empresa de televisión pública de Baviera, le encargó la adaptación televisiva de dos óperas contemporáneas, (A)lter (A)ction y Die Schachtel. Tras su realización, la primera se emitió sin su final original por un desacuerdo entre Markopoulos y el equipo, y la segunda nunca llegó a verse. Después de las dos óperas produjo el largometaje The Mysteries. Entre 1969 y 1971 grabó ocho retratos más de hitos arquitectónicos, como la villa de Richard Wagner en Tribschen, y de diferentes intelectuales y artistas europeos, como Hans Richter, Alberto Moravia, Barbara Hepworth y Harold Acton, además de Genius, una adaptación de Fausto con David Hockney, Daniel-Henry Kahnweiler y Leonor Fini. Durante estos años el descontento de Markopoulos con el estado del cine experimental estadounidense y sus salas de proyección continuó creciendo, y en 1974 exigió la retirada de un capítulo dedicado a él en el libro Visionary Film: The American Avant Garde de P. Adams Sitney y se distanció de Anthology Films Archives.

### 1980-1992:The Temenos,Eniaiosy muerte
En septiembre de 1980 Markopoulos y Beavers organizaron por primera vez The Temenos, una serie de proyecciones al aire libre de películas de ambos directores en la ciudad griega de Lyssaraia, lugar de nacimiento del padre de Markopoulos. Entre 1980 y 1986 se celebraron siete ediciones de The Temenos, en las que ambos aprovecharon la ocasión para publicar también diferentes ensayos con el cine como objeto de los mismos. Esto era el principio de un plan mayor, con el que pretendían construir un edificio en esa zona que alojase una biblioteca de sus escritos, sus películas y una sala de cine, algo que nunca llegó a materializarse.
Durante estos años trabajó en su proyecto más ambicioso, que recapitulaba alrededor de cien películas realizadas a lo largo de su carrera, unas vistas y otras inéditas, en 22 ciclos y más de ochenta horas de metraje. La obra recibió el título de Eniaios y su montaje terminó en 1991, un año antes de su muerte. Markopoulos falleció el 12 de noviembre de 1992 a causa de un linfoma, que fue referido en su obituario como "una larga enfermedad", siendo sobrevivido únicamente por Beavers.

## Temas recurrentes y rasgos de su obra

### Estilo cinematográfico
El carácter onírico y experimental de sus películas fue influenciado por la espiritualidad ortodoxa de la tradición griega. Markopoulos entendía la vida a través de las estructuras de los mitos griegos, que percibía como la expresión de estados psíquicos. Su condición extranjera a raíz de la emigración de sus padres del Peloponeso resultó en una visión del mundo como un "cúmulo de fragmentos" y de la vida como un "exilio perenne", algo que se tradujo en su estilo cinematográfico. A lo largo de su carrera Markopoulos recurrió a lo que él llamaba "imágenes pensamiento", pequeños fragmentos que se sucedían rápidamente mientras sonaban frases cortas del diálogo. Este desafío al montaje clásico era su manera de hacer "cine como cine" en su forma más pura, sin efectos sonoros ni visuales.
Markopoulos fue alabado frecuentemente por su uso del color y los sonidos y por sus técnicas de montaje y cinematografías innovadoras. Su inquietud por la estética abarcaba también el reparto de sus películas, conformado siempre por personas convencionalmente atractivas. En una ocasión declaró que "los lugares y las personas guapas siempre han sido los pilares de mi trabajo", y continuó explorando esta máxima con los numerosos retratos que realizó desde 1966. Alcanzó la máxima expresión de este género con Gammelion, en la que alargó los cinco minutos de imágenes grabadas en las 100 habitaciones del Castello di Rocca Sinibalda hasta 55 a través de su repetición y el uso de fundidos.

### Homosexualidad
La homosexualidad fue una pieza central en la obra de Markopoulos desde el principio de su carrera. Su primer proyecto, Psyque, de temática lésbica, se inspiró en la novela del mismo nombre del escritor Pierre Louÿs, y la segunda parte de éste, Lysis, se basó en un diálogo de Platón sobre la amistad y el conflicto entre sociedad y homosexualidad. En Christmas, U.S.A. presentó imágenes de homoerotismo reprimido, aún de forma más sutil que en piezas posteriores. Con Swain, en un principio conocida como Rain Black, My Love, exploró el rechazo del estereotipo masculino impuesto por la sociedad y la represión sexual. En Twice a Man reimaginó el mito de Hipólito, Asclepio y Fedra incluyendo un romance entre los dos primeros de forma explícita por primera vez. Para Himself as Herself se basó en la novela Séraphita de Honoré de Balzac, protagonizada por un personaje andrógino que simboliza la perfección a través de la armonía entre los dos géneros. En The Mysteries relata la obsesión con la muerte que habita en la búsqueda de un amor homosexual del protagonista, considerada por la crítica como autobiográfica.
Más allá de la temática de sus películas, muchos de sus colaboradores y objetos de sus películas fueron otros artistas homosexuales: en Through a Lens Brightly retrató a Mark Turbyfill, en Galaxie a Gregory Battcock, Allen Ginsberg y Peter Orlovsky, para The Illiac Passion contó con la actuación de Andy Warhol, en Genius con la participación de David Hockney, The Dead Ones se la dedicó a Jean Cocteau y (A)lter (A)ction a Rosa von Praunheim, que le asistió durante la producción.
La representación de la homosexualidad en su obra le valió la reprobación de varios críticos. En 1951 Henry Hart, editor conservador de la revista Films in Review, comentó sobre Du Sang, de la Volupté et de la Mort que incluía "un pezón masculino, una cabeza de hombre maquillada y peinada, una nalga y unas cuantas sugerencias de que las percepciones y los estados de ánimo anormales son deseables." En To Free the Cinema, el crítico Andrew Sarris describió a Markopoulos como "una persona desagradable, que juega sucio, se enfada mucho y es muy cruel por eso de la homosexualidad". En una carta de 1963 Markopoulos escribió "El hombre medio está destruyendo la belleza. El hombre medio ya no mira a los ojos de otro hombre. Todo el mundo tiene miedo... a veces pienso que la única manera de salvar Estados Unidos es irse a otro sitio". Sin embargo en 1972, ya en el exilio europeo, escribió el manifiesto Elements of the Void, en el que reprochó a las naciones del Mediterráneo que ignorasen su tradición homosexual y no apoyasen a sus cineastas.

### Raíces griegas
La tradición griega también fue una fuente de inspiración para sus películas. Con Psyche abordó la historia de Cupido y Psique, tanto Lysis como Charmides se basaron en diálogos platónicos, en Twice a Man reimaginó el mito de Hipólito, para The Illiac Passion recurrió a la historia de Prometeo, y Eros, O Basileus lo protagonizó el dios del amor. De igual forma, su condición de hijo de inmigrantes griegos se atisba en su primer y único intento de grabar una película de estudio, el largometraje Serenity, centrado en un matrimonio griego en el exilio tras el conflicto entre Grecia y Turquía en los años 1920.
Habiendo hablado únicamente griego hasta los 6 años, su educación también caló en su obra. En Political Portraits no retrata a ningún político, sino a personas con un punto de vista político en el sentido griego según el propio Markopoulos, es decir, personas cotidianas cuyas formas de vida suponen un gesto político. El título de The Mysteries hace referencia al significado griego de "misterio": "la esencia propia de la vida, lo que no necesariamente percibimos pero al mismo tiempo consideramos presente, ahora y eternamente". El nombre de su opera magna Eniaios, que recoge toda su producción cinematográfica a lo largo de más de cuarenta años, significa tanto "unidad" como "singularidad", dos cualidades constantemente presentes en la propia obra.

## Filmografía
| Año    | Título                                                                    | Duración                    | Notas                                                                          |
| ------ | ------------------------------------------------------------------------- | --------------------------- | ------------------------------------------------------------------------------ |
| 1940   | A Christmas Carol                                                         | Cortometraje, 5'            |                                                                                |
| 1948   | Du Sang, de la Volupté et de la Mort (Trilogía: Psyche, Lysis, Charmides) | Cortometrajes, 59'          | Realizada entre 1947 y 1948                                                    |
| 1949   | The Dead Ones                                                             | Cortometraje, 29'           | No acabada                                                                     |
| 1949   | Christmas, U. S. A.                                                       | Cortometraje, 13'           |                                                                                |
| 1950   | Swain                                                                     | Cortometraje, 20'           | Originalmente conocida como "Rain Black, My Love"                              |
| 1950   | The Jackdaw                                                               | Cortometraje, 14'           | No existe este montaje, parte del metraje fue incluido en "Flowers of Asphalt" |
| 1950   | L'Arbre aux Champignons                                                   | Desconocido                 | No acabada, destruida en un accidente en el laboratorio                        |
| 1951   | Flowers of Asphalt                                                        | Cortometraje, 7'            | Contiene metraje de "Christmas, U. S. A." y "The Jackdaw"                      |
| 1952   | Father's Day                                                              | Cortometraje, 6'            | No acabada                                                                     |
| 1953   | Eldora                                                                    | Cortometraje, 11'           |                                                                                |
| 1961   | Serenity                                                                  | Largometraje, 70/90/65'     | Originalmente hubo dos montajes, se conserva un tercero ajeno a Markopoulos    |
| 1963   | Twice a Man                                                               | Largometraje, 46'           |                                                                                |
| h.1964 | Rushes for "The Illiac Passion"                                           | Cortometraje, 12'           | Positivos de "The Illiac Passion"                                              |
| 1965   | The Death of Hemingway (An Obituary of Fantasy)                           | Cortometraje, 12'           | Perdida                                                                        |
| 1966   | Ming Green                                                                | Cortometraje, 7'            |                                                                                |
| 1966   | Galaxie                                                                   | Largometraje, 82'           |                                                                                |
| 1966   | Test with masques for "The Illiac Passion"                                | Cortometraje, 3'            | Pruebas del montaje original de "The Illiac Passion"                           |
| 1967   | Eros, O Basileus                                                          | Largometraje, 49'           |                                                                                |
| 1967   | Himself As Herself                                                        | Largometraje, 60'           |                                                                                |
| 1967   | Through a Lens Brightly: Mark Turbyfill                                   | Cortometraje, 14'           |                                                                                |
| 1967   | Bliss                                                                     | Cortometraje, 6'            |                                                                                |
| 1967   | The Illiac Passion                                                        | Largometraje, 91'           | Realizada entre 1964 y 1967                                                    |
| 1968   | The Divine Damnation                                                      | Largometraje, 57'           | Realizada entre 1968 y 1972                                                    |
| 1968   | Gammelion                                                                 | Largometraje, 54'           |                                                                                |
| 1968   | The Mysteries                                                             | Largometraje, 64'           |                                                                                |
| 1968   | (A)lter (A)ction                                                          | Largometraje, 65/57'        | Adaptación para televisión, emitida sin el final original                      |
| 1968   | Die Schachtel                                                             | Cortometraje, 29'           | Adaptación para televisión, no emitida                                         |
| 1969   | Index - Hans Richter                                                      | Cortometraje, 23'           |                                                                                |
| 1969   | The Olympian                                                              | Cortometraje, 23'           |                                                                                |
| 1969   | Political Portraits                                                       | Largometraje, 70'           |                                                                                |
| 1969   | Sorrows                                                                   | Cortometraje, 6'            |                                                                                |
| 1970   | Alph                                                                      | Cortometraje, 15'           | No impresa                                                                     |
| 1970   | Genius                                                                    | Largometraje, 60'           |                                                                                |
| 1970   | Hagiographia (primera versión)                                            | Largometraje, 60'           | Los empalmes están defectuosos al volverse magenta                             |
| 1970   | Moment                                                                    | Cortometraje, 6'            |                                                                                |
| 1971   | Cimabue! Cimabue!                                                         | Largometraje, 80'           | No impresa                                                                     |
| 1971   | Doldertal 7                                                               | Cortometraje, 6'            | No impresa                                                                     |
| 1971   | Saint Acteon                                                              | Cortometraje, 9'            |                                                                                |
| 1971   | 35, Boulevard General Hoening                                             | Cortometraje, 8'            | No impresa                                                                     |
| 1973   | Hagiographia (segunda versión)                                            | Largometraje, 60'           | Regrabación y montaje de "Hagiographia", no impresa                            |
| 1973   | Heracles                                                                  | Desconocido                 | No impresa                                                                     |
| 1973   | Meta                                                                      | Desconocido                 |                                                                                |
| 1975   | Gilbert and George                                                        | Cortometraje, 12'           |                                                                                |
| 1976   | Prosopographia                                                            | Cortometraje, 5'            |                                                                                |
| 1991   | Eniaios                                                                   | 22 ciclos, alrededor de 80h | Realizada entre 1947 y 1991, contiene metraje de sus películas anteriores      |